# カルロス・ムニョス
カルロス・ムニョス（Carlos Muñoz, 1979年10月16日 - ）はパナマ共和国出身の元プロ野球選手(捕手)。右投右打。

## 経歴
2002年に第15回IBAFインターコンチネンタルカップのパナマ代表に選出された。
2005年は第36回IBAFワールドカップのパナマ代表に選出された。同大会では銅メダルを獲得した。
2006年開幕前の3月に第1回WBCのパナマ代表に選出された。7月には2006年中央アメリカ・カリブ海競技大会のパナマ代表に選出された。
2008年にはコパ・アメリカ・デ・ベイスボルのパナマ代表に選出された。

## 詳細情報

### 代表歴
- 2002 IBAFインターコンチネンタルカップ パナマ代表
- 2005 IBAFワールドカップ パナマ代表
- 2006 ワールド・ベースボール・クラシック・パナマ代表
- 2006年中央アメリカ・カリブ海競技大会野球パナマ代表
- 2008 コパ・アメリカ・デ・ベイスボル パナマ代表